# Château de Chipchase
Le château de Chipchase est un manoir jacobéen du XVIIe siècle incorporant une imposante tour pele du XIVe siècle, qui se dresse au nord du Mur d'Hadrien, près de Wark on Tyne, entre Bellingham et Hexham dans le Northumberland, en Angleterre. Il s'agit d'un monument ancien classé et d'un bâtiment classé Grade I.

## Histoire
La famille Heron acquiert le Manoir de Chipchase par le mariage de Walter Heron avec l'héritière Chipchase. Il construit une maison-tour à créneaux de quatre étages sur le site d'une maison antérieure au milieu du XIVe siècle.
Une enquête en 1541 décrit une « tour de fare » avec un « manoir de pierre joint à celle-ci » appartenant à John Heron .
En 1621, Cuthbert Heron (haut shérif de Northumberland en 1625) démolit la maison et construit un beau manoir jacobin, laissant la tour debout et attachée à la nouvelle maison. Son premier fils George est tué à la bataille de Marston Moor en 1644 au service de Charles Ier. Son deuxième fils Cuthbert est créé baronnet par Charles II, mais il connait des problèmes financiers qui conduisent finalement à la vente du domaine par les Heron au début du XVIIIe siècle.
John Reed, un banquier de Newcastle upon Tyne, achète le domaine en 1734 et effectue d'importantes modifications au château, notamment une façade classique de l'ancienne tour. La faillite de la banque familiale de Reed amène ses descendants à vendre le domaine aux Greys de Backworth en 1821 pour rembourser leurs dettes.

## Aujourd'hui
Le château est une propriété privée. Il est associé à Paul Torday, l'auteur du roman La pêche au saumon au Yémen, qui fait l'objet d'un film populaire. Il y vit avec sa seconde épouse Penelope (née Taylor), qui hérite du domaine et a fait beaucoup pour l'aider à le gérer .
Le parc est ouvert au public mais le château n'est ouvert au public qu'en juin .